# タカナクイ
タカナクイは、南アメリカのアンデス地方、特にペルーのクスコ州にある小さな町、サントトマスで、毎年12月25日のクリスマスに行われる奇祭にして喧嘩祭りである。
この祭は、少年から成人に至る男子が、一年に一度クリスマスの日に町の闘牛場に集まり、一対一で格闘するというものである（ギャラリーは女性もいる）。男達は様々な色や形の覆面をして闘牛場に向かい、戦う相手を指名する。指名する、される2人は、実際にトラブル（土地の所有権や恋愛関係など）を抱えていることが多く、一年に一度正々堂々とけんかをすることで決着をつけようという趣旨である。
戦いの準備が整うと、男達は覆面を取り、格闘が開始される。殴る、蹴るの2つのみが許されており、どちらか先に倒れたら負け、数分経っても決着がつかない場合は審判達が割って入り、引き分けとなる。こうした取り組みが、何組も行われる。
けんか祭を機に、お互いのトラブルに決着がついたり、和解したりと、お互いの人間関係が改善するのも、この祭の大きな意義である。
この祭は、かつて先住民が、この地を支配したスペイン人に対して武力で抵抗し、民族の誇りを守ったことを記念する祭が原型となっている。